# The 3D EP
The Betchadupa EP è il secondo EP del gruppo neozelandese dei Betchadupa, pubblicato nel 2001.

## Tracce
- Versione neozelandese

1. I Want It
2. Awake
3. Drive Away
4. Guiding
5. Man On My Left
6. West Coast Religion
7. Brighter Sound

- Versione australiana

1. I Want It
2. Awake
3. Spill The Light
4. Man On My Left
5. Brighter Sound